# Скот Хоровиц
Скот Джей „Док“ Хоровиц (на английски: Scott Jay „Doc“ Horowitz) е американски астронавт, участник в четири космически полета.

## Образование
Скот Хоровиц завършва гимназия в родния си град. През 1978 г. завършва Калифорнийския университет с бакалавърска степен по инженерство. През 1982 г. защитава докторат по аерокосмическо инженерство в Технологичния институт на Джорджия. По това време работи в конструкторското бюро на аерокосмическия гигант Локхийд Мартин. От 1985 до 1989 г. Скот е професор по авиационен дизайн в университета Embry Riddle. От 1991 г. е професор по механика в Калифорнийския университет.

## Военна кариера
Хоровиц постъпва на активна военна служба през 1983 г. Отначало лети на F-15. От 1984 до 1987 г. е инструктор. През 1990 г. завършва школа за тест пилоти в авиобазата Едуардс, Калифорния. До 1992 г. служи като тест пилот в същата база. В кариерата си има повече от 5000 полетни часа на 50 различни типа самолети.

## Служба в НАСА
Скот Хоровиц е избран за астронавт от НАСА на 31 март 1992 г., Астронавтска група №14. Той взема участие в четири космически полета.

### Полети
| Космически полети на Скот Джей „Док“ Хоровиц             | Космически полети на Скот Джей „Док“ Хоровиц | Космически полети на Скот Джей „Док“ Хоровиц | Космически полети на Скот Джей „Док“ Хоровиц | Космически полети на Скот Джей „Док“ Хоровиц | Космически полети на Скот Джей „Док“ Хоровиц | Космически полети на Скот Джей „Док“ Хоровиц |
| №                                                        | Дата                                         | КК                                           | Емблема на мисията                           | Функции                                      | Продължителност                              |                                              |
| -------------------------------------------------------- | -------------------------------------------- | -------------------------------------------- | -------------------------------------------- | -------------------------------------------- | -------------------------------------------- | -------------------------------------------- |
| 1                                                        | 22 февруари 1996                             | „Колумбия“, мисия STS-75                     |                                              | Пилот                                        | 15 денонощия 17 часа 40 мин. 22 сек.         |                                              |
| 2                                                        | 11 февруари 1997                             | „Дискавъри“, мисия STS-82                    |                                              | Пилот                                        | 9 денонощия 23 часа 38 мин. 09 сек.          |                                              |
| 3                                                        | 19 май 2000                                  | „Атлантис“, мисия STS-101                    |                                              | Пилот                                        | 9 денонощия 21 часа 10 мин. 10 сек.          |                                              |
| 4                                                        | 10 август 2001                               | „Дискавъри“, мисия STS-105                   |                                              | Командир                                     | 11 денонощия 21 часа 13 мин. 52 сек.         |                                              |
| Сумарно време в космоса – 47 дни 10 часа 42 мин. 33 сек. |                                              |                                              |                                              |                                              |                                              |                                              |

## След НАСА
Скот Хоровиц напуска НАСА през октомври 2004 г. Започва работа като Директор на дивизията „Космически транспорт и експлоатация“ на Тиокол в Юта. От септември 2005 до октомври 2007 г. работи като асоцииран администратор на Дирекция „Експлоатация на космическите системи“ към НАСА, Вашингтон. Президент на CEO Aerospace.

## Награди
- Медал за отлична служба
- Летателен кръст за заслуги
- Медал за похвална служба
- Въздушен медал за заслуги (2)
- Медал на НАСА за участие в космически полет (4)